# الإسلام في روسيا
الإسلام هو ثاني أكبر دين في روسيا، في عام 2010 بلغ عدد المسلمين ما يقارب 16,379,000 مليون (11.7% من المجموع الكلي للسكان)، ويتوقع أن يبلغ عدد المسلمين في عام 2030 ما يقارب 18,556,000 مليون (14.4% من مجموع السكان الكلي). الإسلام معترف به بموجب القانون الروسي ومن قِبل القيادات السياسية باعتباره واحدًا من الديانات التقليدية في روسيا، وهو جزء من التراث التاريخي الروسي، وهو مدعوم ماليًا من قِبل الحكومة الروسية. يعود موقف الإسلام كدين رسمي في روسيا، جنبًا إلى جنب مع المسيحية الأرثوذكسية، إلى وقت كاترين الثانية التي مولت رجال الدين الإسلامي ومنحتهم المنح الدراسية من خلال جمعية أورينبورغ.
تاريخ الإسلام في روسيا يشمل فترات من الصراع بين المسلمين والأغلبية الأرثوذكسية، وكذلك فترات من التعاون والدعم المتبادل. تظهر دراسة روبرت كروز للمسلمين الذين كانوا يعيشون تحت حكم القيصر إلى أنهم كانوا مؤيدين لهذا النظام بعد كاترين، وساعدوه في خلافه ضد العثمانيين. بعد سقوط النظام القيصري أعلن الاتحاد السوفيتي سياسة إلحاد الدولة التي أعاقت ممارسة الإسلام وأدّت إلى إعدام وقمع الكثير من القادة المسلمين. في أعقاب إنهيار الاتحاد السوفيتي، استعاد الإسلام مساحة مرموقة ومعترف بها قانونا في السياسة الروسية. ومؤخرا عزّز الرئيس فلاديمير بوتين هذا الاتجاه، بدعم إنشاء المساجد والتربية الإسلامية التي وصفها بأنها «جزء لا يتجزأ من ثقافة روسيا»، وتشجيع الهجرة من الدول السوفيتية سابقًا ذات الأغلبية المسلمة، وكذلك المقاضاة الجنائية لما تعتبره الدولة خطابا للكراهية ضد المسلمين، مثل الرسوم الكاريكاتورية عن النبي محمد.
باعتبارها أكبر أقلية دينية في روسيا، يشكل المسلمون حوالي 11% من إجمالي سكان روسيا. واستنادًا إلى الإحصائيات التي يقدمها مركز بيو للأبحاث، من المتوقع أن ترتفع هذه النسبة إلى ما يقارب من 13% بحلول عام 2030 ونحو 17% بحلول عام 2050.
يشكل المسلمون أغلبية سكان جمهوريات باشكورستان وتتارستان في منطقة الفولجا، ويسود الإسلام بين القوميات في منطقة شمال القوقاز الفيدرالية التي تقع بين البحر الأسود وبحر قزوين: الشركس والبلقار والشيشان والإنغوشيون القبرديون والقراشاي والعديد من شعوب داغستان. أيضًا في منتصف حوض الفولغا يقيم السكان من البلغار وباشكير، الغالبية العظمى منهم من المسلمين. تشمل المناطق الأخرى مع عدد ملحوظ من السكان المسلمين موسكو وأورنبرغ أوبلاست، بالإضافة إلى جمهوريات أديغيا وأوبلاست أستراخان في المنطقة الفيدرالية الجنوبية. هناك أكثر من 5000 منظمة إسلامية مسجلة، أي ما يعادل أكثر من سدس عدد المنظمات الدينية الأرثوذكسية المسجلة في روسيا (حوالي 29,268 اعتبارًا من كانون الأول/ديسمبر 2006).

## تاريخ الإسلام في روسيا
تعود الاتصالات الأولى بين العالم الإسلامي والشعوب التي انضمت فيما بعد إلى الدولة الروسية، إلى القرنين السابع والثامن الميلادي.
وفي منتصف القرن السابع وصلت الفتوحات الإسلامية إلى شمال القوقاز وآسيا الوسطى. وبحلول مطلع القرن الثامن تمكن العرب من فرض سيطرتهم على جنوب القوقاز وما وراء النهر وخوارزم وفرغانة. وكان من بين نتائج الفتوحات إنشاء فضاء سياسي-اجتماعي موحد وانتشار واسع للدين الإسلامي فيه.
ولم يتوقف انتشار الإسلام بعد تفكك الخلافة كنظام حكم موحد في القرن التاسع، وهذا بفضل تعزيز العلاقات التجارية بين الشرقين الأدنى والأوسط ومناطق وسط أوراسيا بما فيها روسيا القديمة. ويبدو أن أوائل المسلمين الذين عرفهم الروس، كانوا من سكان بلاد الخزر، حيث كان الإسلام منتشرا بالإضافة إلى اليهودية والمسيحية.
ولعب شعب البولغار الذي كانت له دولة قوية في حوض نهر الفولغا في الفترة بين القرنين العاشر والثالث عشر، دورا مهما في تاريخ العلاقات بين روسيا والعالم الإسلامي. وصار الإسلام دينا رسميا للدولة في إمارة البولغار في العام 922، عندما وصلت إلى بلاط الخان بعثة من الخليفة المقتدر وهذا بطلب من خان البولغار نفسه. وكان من بين أعضاء البعثة أحمد ابن فضلان الذي ترك لنا كتابه المعروف بـ«رحلة ابن فضلان» والذي وصف فيه البلدان التي عبرتها البعثة في طريقها إلى بلاد البولغار والشعوب التي رآها. وحسب «رحلة ابن فضلان»، كان اسم ملك البولغار ألمش بن يلطوار الذي توجه إلى الخليفة بطلب أن يرسل إليه من «يفقه في شؤون الدين لكي يعرفه بشرائع الإسلام ويبني له مسجدا وينصب له منبرا ليقيم عليه الدعوة في بلده وجميع مملكته».
على الرغم من الخلافات والحروب التي كانت تندلع بين روسيا ومملكة البولغار، تشير أسفار التاريخ الروسية القديمة إلى أن حاكم روسيا الأمير فلاديمير (تولى الحكم في عام 960 وظل على العرش حتى وفاته في عام 1015)، عندما قرر اعتناق إحدى الديانات السماوية، طلب من البولغار إرسال رجال دين يوضحون له مبادئ الدين الإسلامي، هذا بجانب المبشرين اليهود والمسيحيين الكاثوليك والأرثوذكس. وعلى الرغم من أن فلاديمير اختار، في نهاية المطاف، المسيحية الأرثوذكسية، إلا أن من الواضح أنه فكر جديا في إمكانية جعل الإسلام دين الدولة في روسيا. وحسب «أخبار الأعوام الغابرة» أحد أشهر أسفار التاريخ الروسية، جاء إلى فلاديمير في عام 986 من بلاد البولغار أتباع العقيدة الإسلامية وحدثوه عن دينهم. وقد أعجب فلاديمير بالحديث عن الدنيا والآخرة والجنة، لكنه لم يكن راضيا أبدا عن تحريم أكل لحم الخنزير وبالأخص تحريم شرب الخمر، وقال الأمير، رافضا الدين الإسلامي: «راحتنا في خمرنا». وحسب بعض المؤرخين المسلمين، فإن الأمير فلاديمير بعث بوفد إلى خوارزم لجمع المعلومات عن حياة المسلمين، ويضيف المؤرخون أن أربعة من أعضاء الوفد أسلموا.

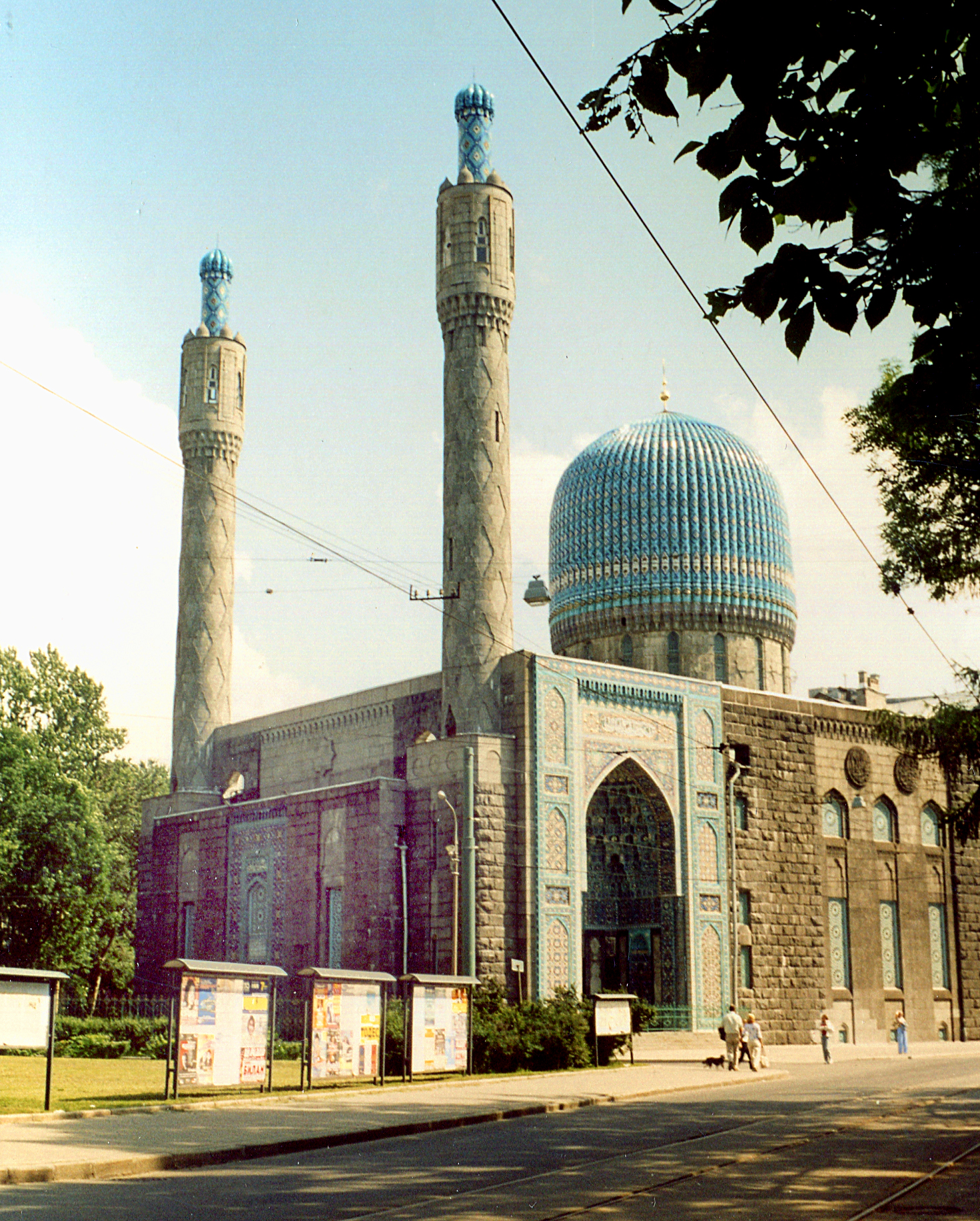
مسجد أُسس في عصر الإمبراطورية الروسية في سانت بطرسبرغ

وازدادت العلاقات بين روسيا والعالم الإسلامي تعقيدا بعد غزو المغول لبلاد الروس في القرن الثالث عشر. وباتت روسيا التي كانت آنذاك منقسمة إلى دويلات شبه مستقلة، تحت نير المغول الذين احتلوا بلاد البولغار وأسسوا دولة خاصة بهم في حوض الفولغا وفرضوا إتاوة على الروس والشعوب الأخرى. وبعد فترة قصيرة اختلط المحتلون بالسكان الأصليين في هذه المنطقة وتبنوا لغتهم التي كانت تنتمي إلى عائلة اللغات التركية، واتخذوا مدينة سراي باتو عاصمة لهم، ثم عرف سكان الدولة الجديدة باسم التتر، أما دولتهم فأطلق عليها اسم إمارة «الأورطة الذهبية» (القبيلة الذهبية).

وفي عام 1245 اعتنق بركة خان الإسلام، أما في عام 1312 خلال فترة حكم أوزبك خان صار الإسلام دين دولة «الأورطة الذهبية». وعلى الرغم من أن الروس كرهوا التتر وتمكنوا في نهاية المطاف من التحرر من نيرهم. (الأمير دميتري دونسكوي (1350-1389) هزم قوات الأورطة في المعركة الحاسمة في ميدان كوليكوفو في عام 1380، واستمر الروس يدفعون جزية أقل قيمة لمئة عام أخرى حتى تحررهم الكامل من الظلم)، إلا أن حروبهم ضد الأورطة لم تتسم أبدا بطابع ديني ولم يكن بين شعاراتهم شعار الحرب ضد الإسلام.

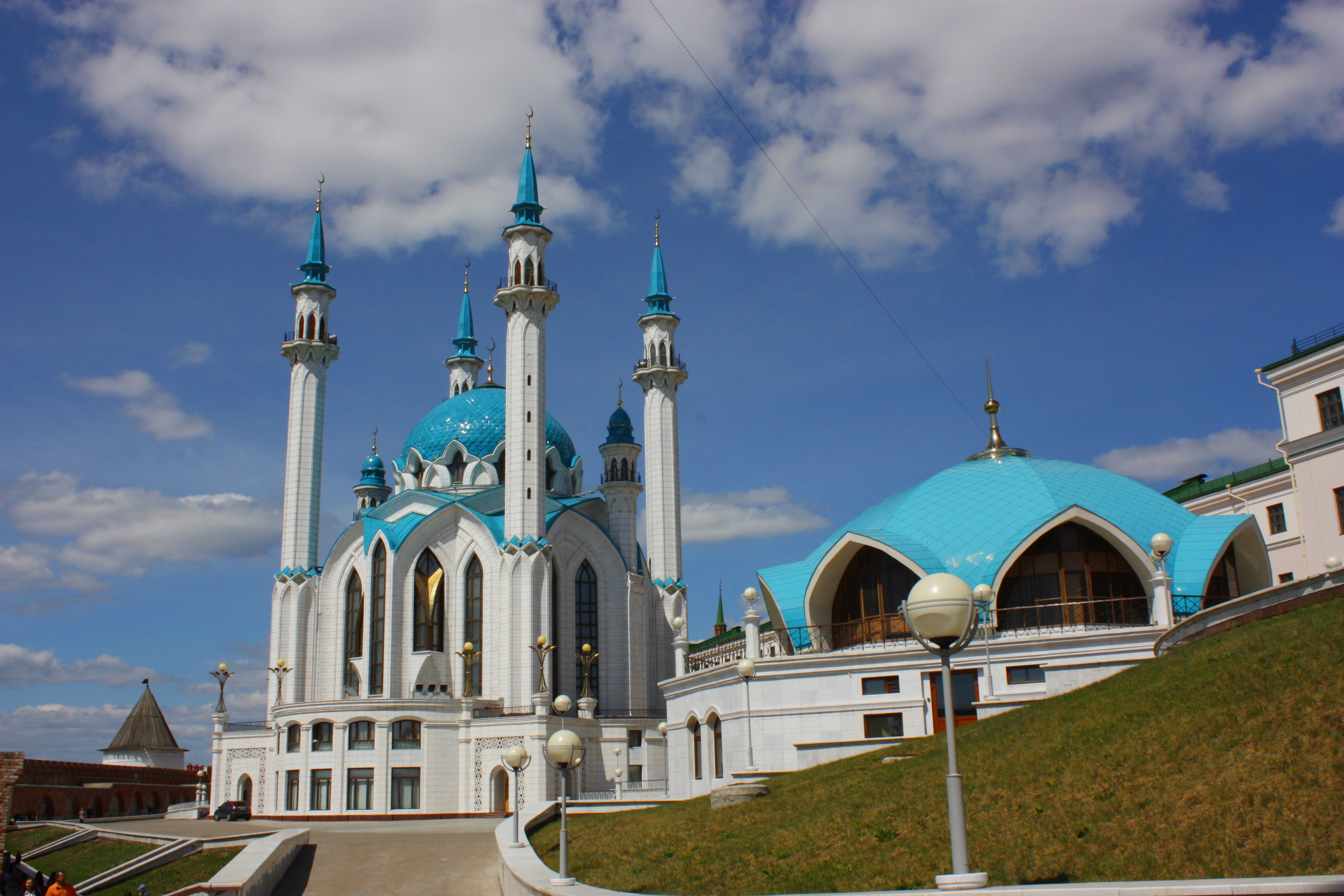
مسجد قول شريف في قازان، الذي ينتمي إلى الإسلام السنيـ هو واحد من أكبر المساجد في روسيا.

كانت العلاقات بين الدولة الروسية والمسلمين الذين أصبحوا من مواطنيها في القرنين السادس عشر والسابع عشر، معقدة إلى درجة كبيرة، علما بأن الدولة الروسية كانت تضم تدريجيا الخانيات التي تأسست في مكان الأورطة الذهبية بعد تفككها (وهي خانية سيبيريا وخانية أوزبك وأورطة نوغاي وخانيات قازان والقرم وقاسم وكازاخ).
من جهة، لم تقدم السلطات الروسية على منع المسلمين من التمسك بدينهم وإنشاء مؤسسات دينية خاصة بهم. من جهة أخرى، كانت الدولة ترحب بتحول المسلمين وأتباع الديانات الأخرى إلى المسيحية الأرثوذكسية وكانت تشجعهم على ذلك بطرق مختلفة. ابتداء من القرن الرابع عشر دخل العشرات من الأعيان التتر في خدمة الدولة الروسية بعد أن اعتنقوا المسيحية وتسلموا نفس الحقوق والامتيازات التي كان يتمتع بها الأعيان الروس. ويمكننا أن نجد بين أسماء العائلات النبيلة في روسيا مئات الأسماء التترية. وقد لعبت هذه العائلات دورا مهما في التاريخ السياسي والعسكري والثقافي للدولة. وكان العديد من الأعيان التتر يخدمون الدولة الروسية دون أن يتخلوا عن دينهم الإسلامي، وبدورها كانت السلطات تسدد لهم رواتب وتسمح لهم بالحفاظ على أراضيهم، لكنهم منعوا من امتلاك فلاحين مسيحيين.
وكانت في العلاقات الروسية-الإسلامية ظاهرة فريدة تمثلت في خانية قاسم وهي إحدى الخانيات التي تأسست بعد تفكك الأورطة الذهبية (كانت عاصمة الخانية المدينة المعروفة اليوم باسم قاسموف وهي تقع في مقاطفة ريازان. وكانت تبعية الخانية التي يمتد تاريخها من منتصف القرن الخامس عشر حتى نهاية القرن السابع عشر، للدولة الروسية. وشاركت وحدات من قوات الخانية في الحملة العسكرية التي قادها القيصر إيفان الرهيب (1530-1584) ضد خانية قازان في عام 1552. وكان حكماء خانية قاسم جميعهم مسلمين من سلالة جنكيز خان.
وفي شمال القوقاز جاء انتشار الإسلام متأخرا، ولم يكن عدد المسلمين ملحوظا في هذه المنطقة باستثناء داغستان قبل مطلع القرن الخامس عشر. وفي القرن السادس عشر لعب الدعاة من داغستان دورا مهما في نشر الدين الإسلامي في بلاد الشيشان ولاحقا في إنغوشيا. وفي الفترة بين القرنين الخامس عشر والسابع عشر انتشر الإسلام في المناطق الساحلية المطلة على البحر الأسود، وهذا بسبب مساعي الإمبراطورية العثمانية وخانية القرم لتوسيع أراضيهما. بعد ذلك اعتنق الإسلام الشعوب الأديغية، وفي الفترة بين القرنين السابع عشر والتاسع عشر وصل الدين الإسلامي إلى الأوسيتيين وشعبي القرة شاي والبلقار. كما تجدر الإشارة إلى الدور البارز الذي لعبته الطرق الصوفية في نشر الإسلام في الأراضي التي انضمت لاحقا إلى الإمبراطورية الروسية (وفي القوقاز كانت الطريقتان النقشبندية والقادرية الأكثر تأثيرا، بينما انتشرت الطرق الياسوية والكبراوية والنقشبندية في آسيا الوسطى وكازاخستان وحوض الفولغا).
لم تكن سياسة الدولة الروسية تجاه الإسلام والمسلمين في القرن الثامن عشر ذات اتجاه واحد. وفي الوقت الذي كانت فيه الحكومة الروسية تفرض قيودا على بناء مساجد جديدة وتشجع المسلمين على التحول إلى المسيحية وتدعم عمل المبشرين المسيحيين في صفوف السكان المسلمين، اعتمد القياصرة الروس في سياستهم تجاه الإسلام على مصالحهم السياسية وليس الدينية. وعلى سبيل المثال، عينت الإمبراطورة يليزافيتا بتروفنا (1709-1761) في عام 1755 أول جنرال مسلم في الجيش الروسي وهو كوتلو محمد تيفكيليف الذي كان من أنصار والد يليزافيتا، الإمبراطور بطرس الأكبر (1672-1725).
شملت الفترة بين الفتح الروسي لكازان في 1552 على يد إيفان الرابع حتى صعود كاترين الثانية في 1762 قمعا روسيا منظما للمسلمين من خلال سياسات الاستبعاد والتمييز، وكذلك تدمير الثقافة الإسلامية من خلال القضاء على المظاهر الخارجية للإسلام مثل المساجد. أظهر الروس في البداية رغبة في السماح للإسلام بالازدهار مع دعوة رجال دين مسلمين إلى مختلف المناطق للدعوة إلى الإسلام، وخاصة الكازاخ، الذين نظر الروس إليهم بازدراء. ومع ذلك، تحولت السياسة الروسية نحو إضعاف الإسلام. شملت هذه المحاولات تعظيم الشخصيات التاريخية قبل الإسلام وفرض الإحساس بالدونية من خلال إرسال الكازاخ إلى مؤسسات عسكرية روسية كبرى. وردًا على ذلك، حاول الزعماء الدينيون الكازاخ عمل حماس ديني عن طريق تبني النزعة القومية التركية، على الرغم من أن العديد تعرضوا للاضطهاد كنتيجة لذلك. بعد غزو إيفان الرابع لقازان، واجه المسلمون الذبح والطرد وإعادة التوطين القسري والتحول القسري إلى المسيحية.
في القرن الثامن عشر، أطلقت الإمبراطورة إليزابيث حملة تحويل ديني قسري للرعايا غير الأرثوذكس في روسيا، بما فيهم المسلمون واليهود.

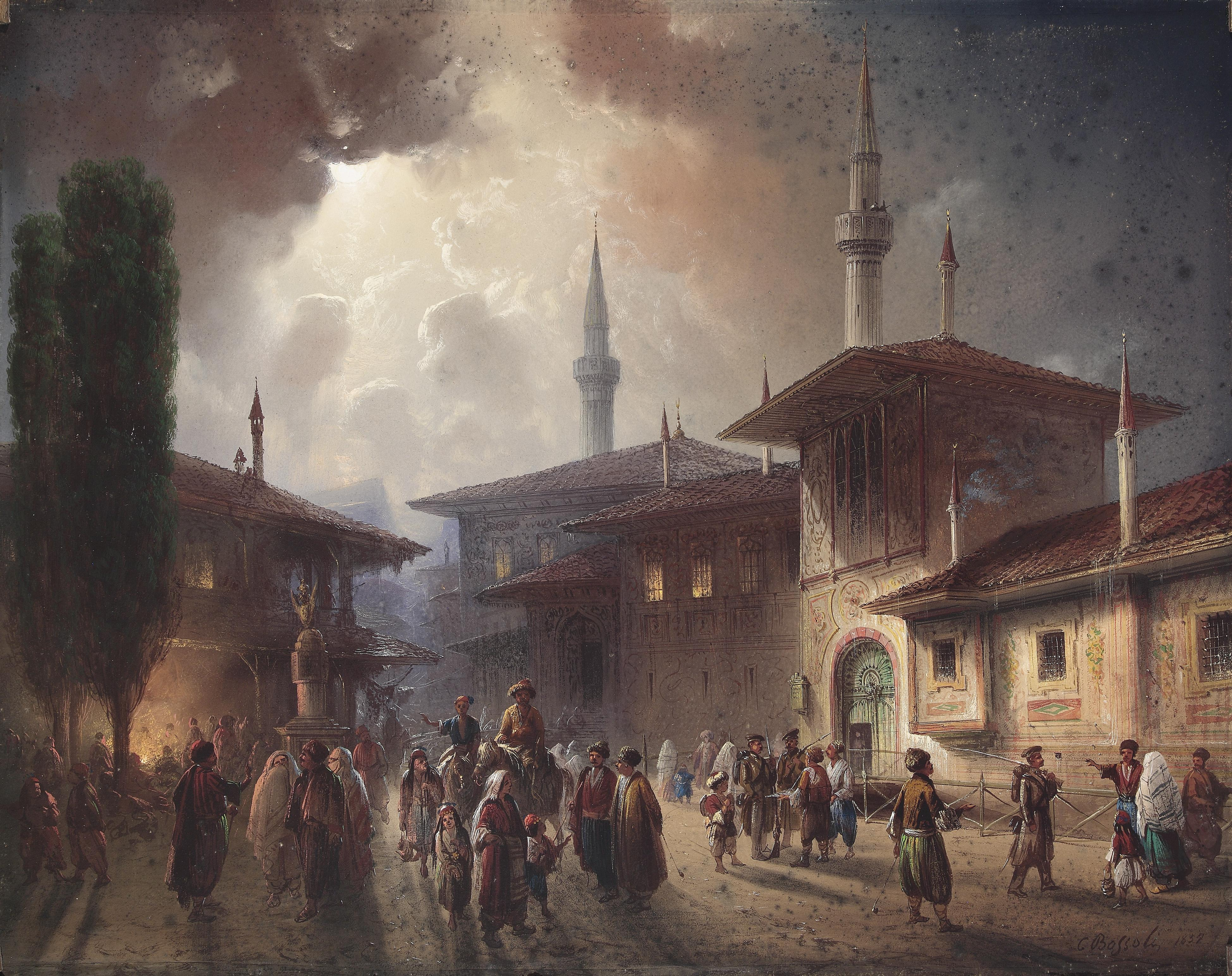
The Crimean Khan's Palace in Bakhchysarai in 1857. Crimea was conquered by the Russian Empire in 1783.

بدأت الإمبراطورة يكاتيرينا الثانية (1729-1796) تطبيق سياسة التسامح الديني، وهذا نظرا لعدد من العوامل الداخلية والخارجية. وتجدر الإشارة إلى أن المشاركة المتزايدة لروسيا في السياسة الأوروبية وعلاقاتها المضطربة مع الإمبراطورية العثمانية وسعيها إلى حماية المسيحيين الأرثوذكس الخاضعين لحكم الأتراك، بالإضافة إلى تنمية المناطق التي كان المسلمون يقطنونها في روسيا وتنامي دورهم في الحياة الاقتصادية للبلاد، دفع بالقيادة الروسية إلى إعادة النظر في سياستها تجاه الإسلام.
وبعد ضم منطقتي القرم وكوبان اللتين كان بين سكانهما عدد كبير من المسلمين، إلى الأراضي الروسية، اطلقت الإمبراطورة يكاتيرينا وعدًا للمسلمين للدفاع عنهم وعن مساجدهم وعن دينهم الأصلي، مؤكدة على حقهم الكامل في العبادة وممارسة طقوسهم الدينية.
وفي الوقت نفسه، كانت السلطات تسعى إلى دمج المسلمين، وبالدرجة الأولى، نخبتهم الاقتصادية والدينية في هيكلية الدولة ونظام الطبقات الاجتماعية الذي تكون في المجتمع الروسي. ولتحقيق هذا الهدف، تأسست في العام 1788 الجمعية الدينية لمسلمي أورينبوغ (أورينبورغ هي مدينة جنوب الأورال، يعود تاريخها إلى عام 1735، عندما بدأ تشييد قلعة روسية على نهر أور، بعد أن قررت دولة «جوز الصغير» إحدى الدول التي ظهرت بعد تفكك خانية كازاخ، الانضمام إلى روسيا). وكانت الجمعية الدينية للمسلمين تشرف على اختبار المرشحين لتولي مناصب أئمة المساجد وعمل رجال الدين وبناء وترميم المساجد وعقد القران وحل الخلافات حول ملكية الأرض وشؤون الأوقاف... إلخ.

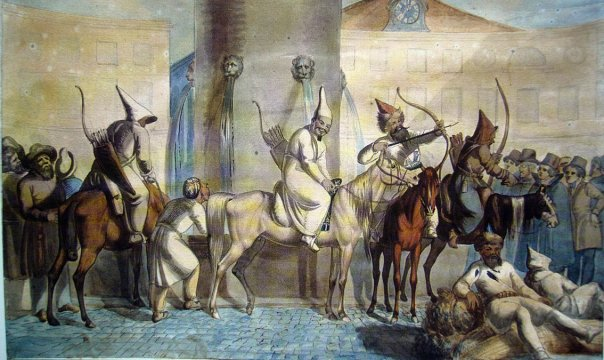
Bashkirs in Paris during the Napoleonic Wars, 1814

وفي عام 1831 خلال فترة حكم الإمبراطور نيقولاي الأول تأسست الإدارة الدينية لمسلمي تافريدا (الاسم القديم لشبه جزيرة القرم) التي كانت تهتم بشؤون المسلمين في المناطق الجنوبية والغربية للإمبراطوية الروسية. وتبنت الحكومة الروسية في عام 1857 في بداية حكم الإمبراطور الكسندر الثاني «ميثاق الشؤون الروحية للأديان الأجنبية (غير المسيحية الأرثوذكسية)»، وكان فيه باب مكرس لشؤون المسلمين.
وفي القرن التاسع عشر أدت مساعي الدولة الروسية لفرض سيطرتها على شمال القوقاز إلى اندلاع الحرب القوقازية (1817-1864) التي تبلورت خلالها الحركة الإمام شامل التحررية لشعوب الجبال. واندلعت هذه الحركة تحت شعار «الجهاد». وترأس الإمام شامل في الفترة بين 1834-1859 هذه الحركة التي أصبحت تعتمد المبادئ الأيديولوجية والتنظيمية المعروفة في روسيا باسم «المريدية»، وهذا لأن الأساس التنظيمي للحركة كان يكمن في مبدأ طاعة المريد لمرشده الصوفي. ويبدو أن الحرب القوقازية ونشاط الطرق الصوفية كان من العوامل الرئيسية التي حددت جغرافيا انتشار الإسلام وخصائص المؤسسات الإسلامية التي نشأت في المنطقة، كما أنها أرست أساسا للمشاكل التي تواجهها روسيا حتى اليوم في شمال القوقاز.
وانبثقت في صفوف المسلمين بحوض الفولغا في هذه الفترة حركة تهدف إلى الإصلاح الديني والتنويري، وكان من بين روادها شهاب الدين المرجاني وأبو النصر الكرساوي وآخرون. وكانت هذه الحركة شبيهة بالحركات الإصلاحية الأخرى التي ظهرت في دول إسلامية في القرن التاسع عشر ومطلع القرن العشرين.
وكان الإصلاحيون يدعون إلى فتح باب الاجتهاد وتعديل الهوية الثقافية لمسلمي حوض الفولغا في إطار وعيهم القومي. وتحت تأثير هذه الحركة ظهر في صفوف المسلمين توجه إلى إصلاح نظام التعليم الديني التقليدي وإدراج مواد علمانية فيه. وتحول هذا التوجه في نهاية المطاف إلى حركة واسعة تسعى لتحديث المجتمع الإسلامي التقليدي، وأطلق على هذه الحركة «التجديدية». لكن الإصلاحيين واجهوا معارضة عنيفة من قبل الطبقة المحافظة ذات النفوذ في المجتمع الإسلامي والتي عرفت في هذه الفترة باسم «السلفية».
أدت مشاركة المسلمين في الأحداث الثورية التي شهدتها روسيا في مطلع القرن العشرين، إلى إنشاء عدد من الأحزاب السياسية التي استخدمت في خطابها شعارات إسلامية. من جهة أخرى، انتشرت في صفوف المسلمين في هذه الفترة أفكار قومية علمانية ودعوات انفصالية وهذا بسبب تأثير ثورة حزب تركيا الفتاة والأخطاء التي ارتكبتها الدولة الروسية في تعاملها مع الأقليات. لكن الجزء الأكبر من حركة المسلمين الروس السياسية والذي كان يمثلها حزب «اتفاق المسلمين»، كان يدعو إلى رفع منزلة الدين الإسلامي وتوحيد صفوف الشعوب الإسلامية مع بقائها موالية للدولة الروسية.
وتجدر الإشارة إلى أن منظومة المؤسسات الدينية للمسلمين في الإمبراطورية الروسية اكتسبت طابعها النهائي بحلول مطلع القرن العشرين. وكان المسلمون في الجزء الأوروبي من روسيا وسيبيريا يخضعون لإشراف مجلسي الإفتاء في أورينبورغ وتافريدا اللذين كانا بدورهما مسؤولين أمام وزارة الداخلية الروسية. أما حياة مسلمي القوقاز فكانت تنظمها إدارتان دينيتان إحداهما معنية بشؤون السنة والأخرى بشؤون الشيعة، وكانت الإدارتان تخضعان للسلطات القيصرية في الإقليم. ولم تكن صلاحيات الإدارتين تمتد للإشراف على الحياة الدينية لشعوب الجبال، التي كانت الدولة تحكمها بعد الحرب القوقازية عبر منظومة إدارة شعبية-عسكرية خاصة. وفي تركستان لم توجد أي مؤسسة رسمية معنية بالحياة الدينية للمسلمين، بل كانت السلطات المحلية تحل كافة المسائل العالقة في هذه المجال عبر الوسائل المتوفرة لديها. أما المؤسسة العليا التي كانت تتولى شؤون الدين الإسلامي بالإضافة إلى ديانات أخرى، فكانت هي قسم الشؤون الروحية لأتباع الديانات الأجنبية (غير المسيحية الأرثوذكسية) التابع لوزارة الداخلية.

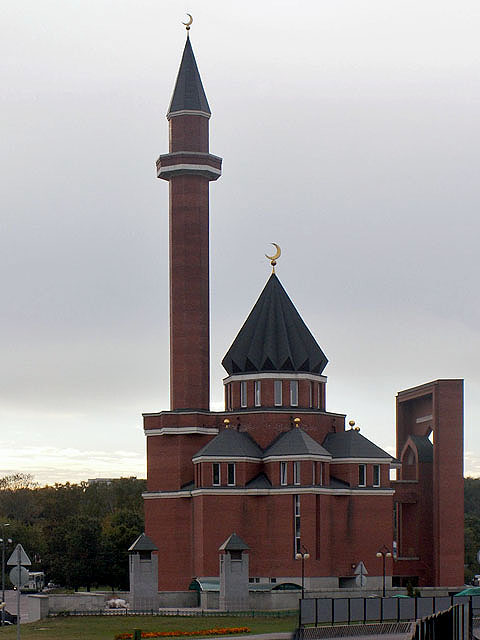
مسجد في موسكو

وحسب المعلومات المتوفرة لدينا، كان عدد المسلمين في الإمبراطورية الروسية يبلغ قبل ثورة عام 1917 نحو عشرين مليون نسمة، معظمهم من السنة، أما الشيعة فعاشوا في الأراضي التي تضمها اليوم أذربيجان المعاصرة. وتشير تقييمات قسم الشؤون الدينية لأتباع الديانات الأجنبية إلى أن عدد المساجد في عام 1912 كان نحو 25 ألفا، بينما تجاوز عدد رجال الدين 45 ألف شخص. وكان السكان المحليون ينتخبون المرشحين لتولي مناصب رجال الدين، لكن وجب على هؤلاء اجتياز امتحانات في الإدارة الدينية المحلية لإثبات كفاءاتهم قبل رفع ملفاتهم إلى إدارة المحافظة التي كانت تنظر في ولاء المرشحين للدولة وتعينهم رسميا في مناصبهم في حال قبول ترشيحهم.
في السنوات الأولى بعد ثورة أكتوبر عام 1917، حاولت السلطات السوفيتية التوصل إلى حلول وسط مع المسلمين. وعلى سبيل المثال واصلت المحاكم الشرعية والمحاكم التي تصدر إحكامها وفقا للعادات والتقاليد، عملها في القوقاز وآسيا الوسطى في العشرينيات، على الرغم من إنشاء محاكم حكومية. كما سعى بعض المفكرين المسلمين لإيجاد نقاط التقاء بين الإسلام والماركسية، منهم مير سعيد سلطان-علييف العضو في الحزب الشيوعي ومؤلف نظرية «الشيوعية الإسلامية». لكن معظم النشطاء المسلمين انتقلوا في نهاية المطاف إلى معارضة الحكم السوفيتي، وكان هذا بين أسباب الحرب التي شنتها الدولة السوفيتية ضد ما اعتبرته «مخلفات الإسلام» بدءا من نهاية العشرينات.
فرض الروس سياسة تطبيق متعمد للتعليم الإسلامي التقليدي القديم وغير المعاصر في المدارس والإيديولوجية الإسلامية من أجل إعاقة وتدمير المعارضة لحكمهم عن طريق إبقائهم في حالة من السبات ومنع الأيديولوجيات الأجنبية من الانتشار.
قام الحزب الشيوعي السوفيتي بقمع الإسلام، كغيره من الأديان في الاتحاد السوفييتي. تم إغلاق العديد من المساجد (في بعض التقديرات، أكثر من 83% من المساجد في تتارستان). على سبيل المثال، كان مسجد Märcani المسجد الوحيد في قازان في ذلك الوقت.[متى؟]

## الوضع الحالي

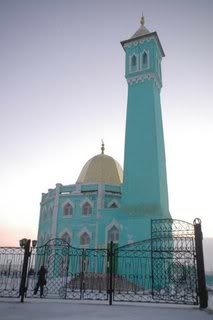
مسجد نورد كمال في نوريلسك هو أكثر مساجد العالم قربا لشمال الكرة الأرضية.

تميزت العلاقات بين القوات الروسية والمواطنين المسلمين بالريبة والشك. ففي عام 1992، على سبيل المثال، اشتكى الشيخ راويل غاينيتدين، إمام مسجد موسكو، فقال: «إن بلدنا روسيا مازال يحتفظ بأيديولوجية الإمبراطورية القيصرية، وهو يرى أن الطائفة الأرذوكسية فقط يمكن أن تكون شريكا مميزا للدين، أي دين الدولة». كما للحكومة الروسية مخاوف من تنامي الإسلام السياسي من النوع الذي شهده الروس في الثمانينات في أفغانستان ومباشرة في إيران. عام 1992 عقد مؤتمر في ساراتوف بطاجيكستان نظمه حزب النهضة الإسلامية. حضر ممثلون من عدة جمهوريات آسيا الوسطى المستقلة حديثا، من أذربيجان والعديد من الهيئات القضائية المستقلة في روسيا بما في ذلك الانفصاليون من جمهوريات تترستان وباشكورتوستان. حضروا جميعا اجتماعا للبلدان الإسلامية الناشئة. قلقت موسكو من احتمال تجدد انتشار الإسلام في روسيا من طرف الدول الإسلامية المستقلة حديثا على هامش قمة الاتحاد السوفياتي السابق. ولهذا السبب، قامت الحكومة الروسية -على النطاق العسكري والسياسي- ومعها جمهوريات آسيا الوسطى الخمس، بالإعلان أنهم ضد الإسلام السياسي. وبحلول منتصف التسعينات، قامت الصحوة الإسلامية لتكون هي المعيار لتبرير إصرار قومي متشدد لروسيا لاستعادة السيطرة.

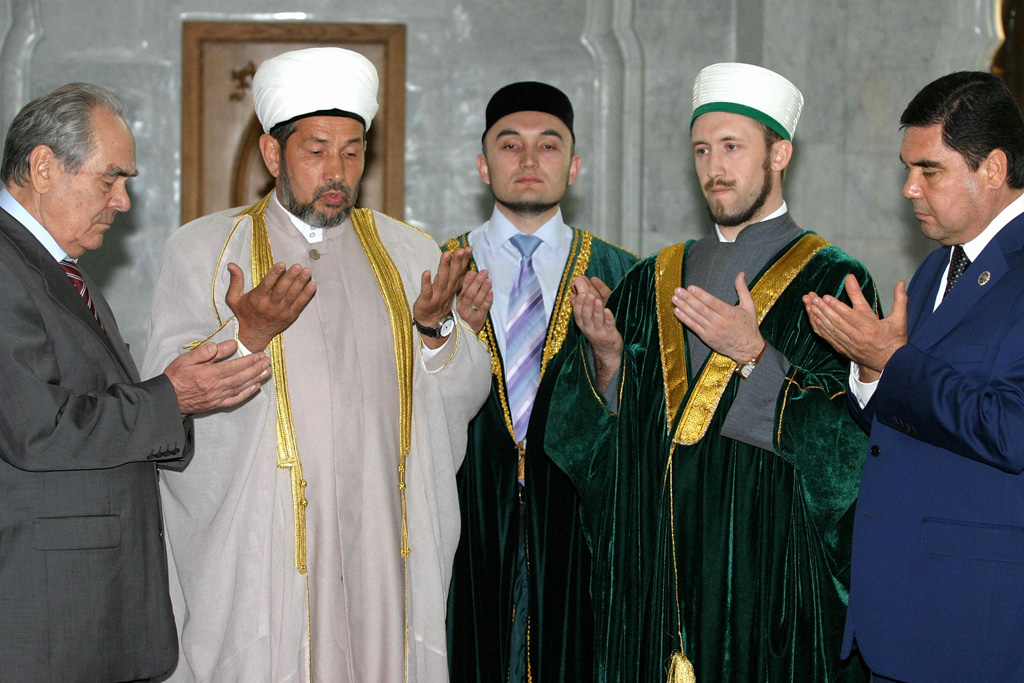
Mintimer Shaimiyev, the president of the republic of Tatarstan, in the Qolşärif Mosque, Kazan.

كافح كل من الحكومة الاتحادية والحكومات المحلية في روسيا من أجل تحديد الصلاحيات التي قد تؤثر على العلاقات الروسية مع الجالية الإسلامية. حصل الاتحاد الروسي على اثنين في أربعة مجالس، وأنشئت موفتياتس خلال حقبة استالين للإشراف على الأنشطة الدينية للجماعات الإسلامية في أنحاء مختلفة من الاتحاد السوفياتي. قاد الجماعات الموجودة في طشقند وباكو اثنان: أحدهما مسؤول عن المجالس القضائية الأوروبية وروسيا وسيبيريا والآخر مسؤول عن المسلمين المنحدرين من شمال القوقاز والمناطق العابرة.
في عام 1992 انسحبت عدة جمعيات إسلامية من موفتياتس وحاولت إقامة دولة. وفي وقت لاحق من تلك السنة، سحبت تترستان وباشكورتوستان الاعتراف من موفتياتس الأوروبي وروسيا وسيبيريا.

هناك الكثير من الأدلة الرسمية نحو المصالحة مع الإسلام في روسيا خلال التسعينات. فعدد المسلمين يسمح بتنظيم رحلات الحج إلى مكة بعد شبه حصار من العهد السوفياتي انتهى في 1990. توفرت نسخ من القرآن، وشيدت العديد من المساجد في المناطق ذات الاغلبية المسلمة من السكان. وفي عام 1995 أنشئ اتحاد مسلمي روسيا بقيادة الإمام خاتيب موكاداس تاتارستان، حيث بدأ تنظيم حركة تهدف إلى تحسين فهم الروس للإسلام والحث على التعايش بينهم وبين المسلمين. يرجع تواجد اتحاد مسلمي روسيا إلى ما قبل الحرب العالمية الأولى، ولديه ممثلون في مجلس الدوما الروسي. Postcommunist الأوروبي في تشكيل حزب سياسي، ونور جميع المسلمين عامة روسيا الحركة الذي يعمل بتنسيق وثيق مع رجال الدين الإسلامي للدفاع عن الحياة السياسية والاقتصادية والثقافية للمسلمين وغيرهم من الأقليات. المركز الثقافي الإسلامي في روسيا والذي يضم مدرسة (مدرسة دينية)، افتتح في موسكو في عام 1991. في التسعينيات، ارتفع عدد المنشورات الإسلامية ومن بينهم مجلتان باللغة الروسية "эхо кавказа" إنكليزية: جريدة كافكازا و"исламский вестник" يسلامسكي Vestnik) وصحيفة باللغة الروسية "исламские новости" يسلامسكيي نوفوستي) التي تصدر في داغستان.

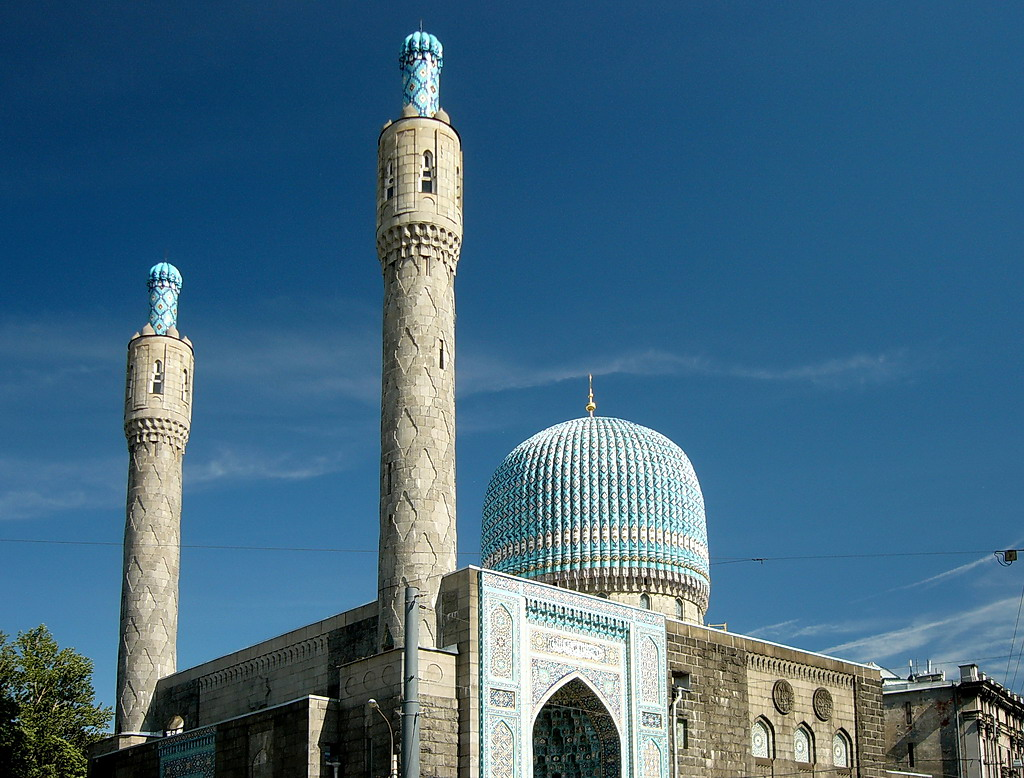
مسجد سانت بطرسبرغ

في سوبورنايا هو أحد أربعة مساجد في موسكو لخدمة السكان المسلمين على 2.5 مليون—أكبر من أي مدينة أوروبية. اليوم، بالى الأزرق الجدران لا تحتوي على مئات من أتوا للصلاة. أيام الجمعة والأعياد، والفيضانات مع المصلين، مما أجبر الكثير على الركوع على الصحف الخارجة عن جباه الضغط على ملموسة. قادة المسلمين إن محاولات بناء وقد تم إغلاق أكثر من المسؤولين المحليين الذين يخشون إغضاب موسكو الروسي الأغلبية العرقية. الاعتداءات على المساجد التي كانت في تزايد. وفي أيلول/سبتمبر 2006، فالإمام في جنوب مدينة كيسلوفودسك بالرصاص خارج منزله. وخلال أيام من الاضطرابات في أغسطس مطاردة الغوغاء المسلمين الشيشانيين وغيرهم من المهاجرين من منطقة القوقاز الشمالي الغربي من مدينة هواء.
بين روسيا والإسلام مزدهر. الخبراء أن هذا البلد يخضع لعملية التغيير، وانه إذا استمرت الاتجاهات الحالية، ما يقرب من ثلث عدد سكان روسيا سيكون مسلم به ميدسينتوري. إن الروس قد خفض معدل المواليد وارتفاع معدل الوفيات بسبب تعاطي الكحول والمسلمين أعلى معدل المواليد والكحول يعتبر محرما. هناك ملايين من المسلمين من القوقاز وآسيا الوسطى التي استقرت في روسيا. منذ 1989، من السكان المسلمين في روسيا يصل إلى حوالي 25 مليون دولار. كان هناك اهتمام متزايد بين الإسلام الروس فيبدو أن هناك عددا متزايدا من يتحول إلى الإيمان. وفي الآونة الأخيرة، وهو مؤلف وضابط مخابرات السوفياتية السابقة الكسندر ليتفينينكو، اعتنق الإسلام قبل وفاة من التسمم الإشعاعي.
كازان عددا كبيرا من السكان المسلمين وتضم الجامعة الإسلامية الروسية في تترستان. التعليم باللغة الروسية والتتارية.
(ترجمة ركيكة للكاتب).

## حج المسلمين الروس
أقبل أكثر من 20000 حاجا مسلما من جميع أنحاء روسيا على الكعبة عام 2012.

## ديموغرافيا

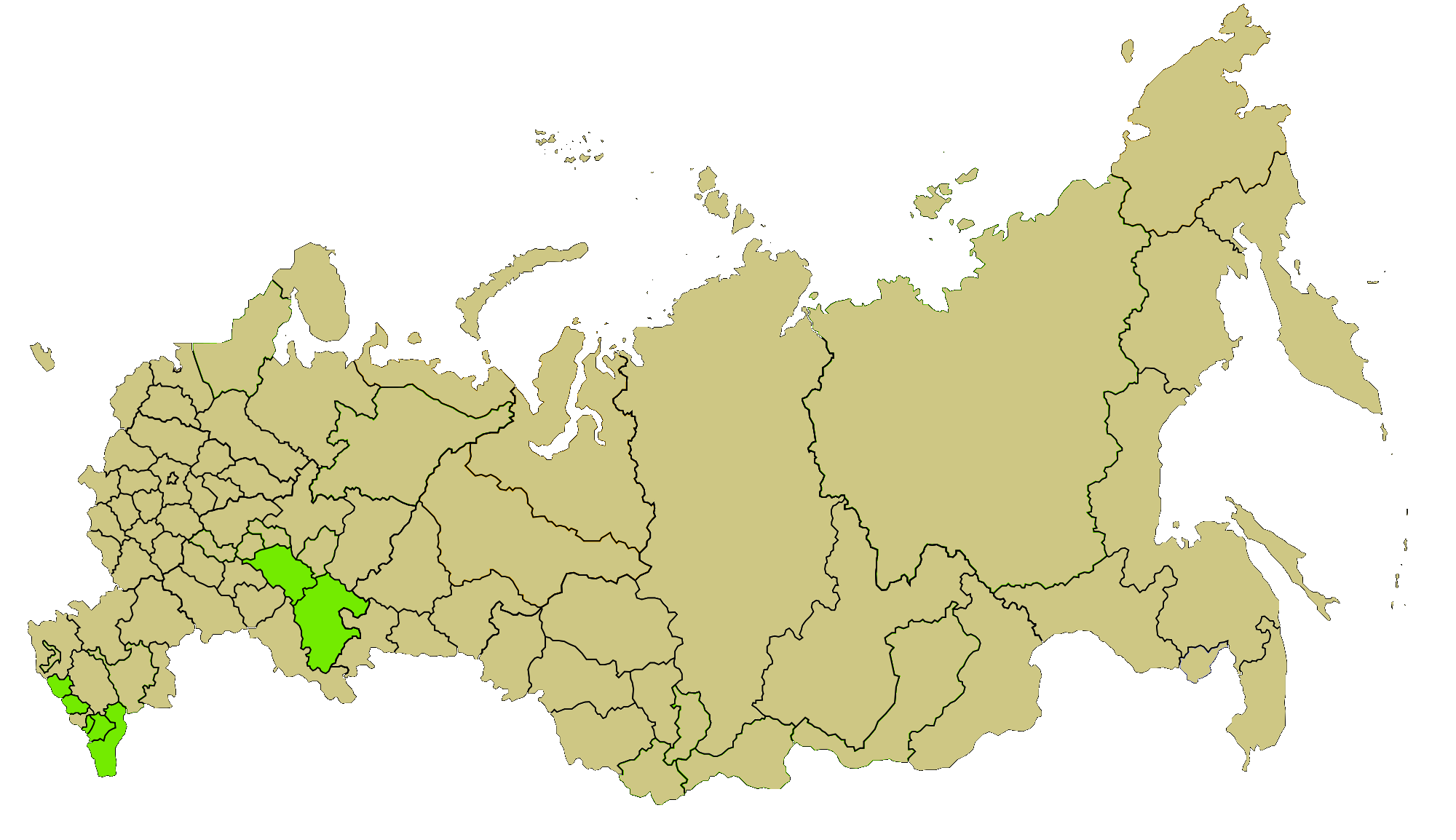
المناطق في روسيا ذات الأغلبية المسلمة

يعتبر الإسلام الدين الثاني في روسيا من حيث عدد أتباعه. وحسب نتائج الإحصاء العام الأخير للسكان الذي جرى في روسيا عام 2002، بلغ مجمل أفراد الشعوب التي تدين بالإسلام تاريخيا نحو 14.5 مليون شخص، أي قرابة 10% من عدد سكان البلاد. ولم تشمل أسئلة الإحصاء الأخير سؤالا عن الانتماء الديني، ولذلك لا تتوفر معلومات دقيقة عن عدد المسلمين في روسيا.
ويشكل المسلمون أغلبية في سبعة أقاليم روسية هي إنغوشيا نحو 98%، وفي الشيشان 96%، وداغستان 94%، وقبردينو بلقاريا 70%، وقره شاي شركيسيا 63%، وبشكيريا 63%، وتتارستان 54%. ويزداد عدد المسلمين في روسيا سنويا، بسبب معدل المواليد المرتفع في الأقاليم التي تقطنها أغلبية مسلمة بالإضافة إلى تدفق المهاجرين من دول آسيا الوسطى وأذربيجان إلى الأراضي الروسية. وتجدر الإشارة إلى أن معظم المسلمين في روسيا من أهل السنة من أتباع المذهبين الحنفي والشافعي. ويدين نحو 40 شعبا من شعوب روسيا تاريخيا بالإسلام، ومنها شعوب تقطن في منطقة الفولغا والأورال وفي سيبيريا، وهي بالدرجة الأولى:
- البشكير الذين يتكلمون لغة من عائلة اللغات التركية. ويقطن البشكير في جنوب الأورال والمناطق المحاذية لجبال الأورال، ويبلغ عددهم نحو 1.3 مليون نسمة.
- التتار الذين يتكلمون اللغة التتارية التي أيضا تنتمي إلى عائلة اللغات التركية. ويعيش التتار في مناطق مختلفة من روسيا، بما فيها المناطق المحاذية للفولغا وجبال الأورال، وسيبيريا، ومنطقة أستراخان. ويبلغ عدد التتار نحو 6 ملايين نسمة، علما بأن معظمهم مسلمون لكن يوجد بينهم مسيحيون أرثوذكس أيضا.
- في شمال القوقاز توجد عشرات الشعوب المسلمة، بينها الآفار، يعيشون في جمهورية داغستان، وعددهم نحو 544 ألف نسمة، والأباظة يعيشون في قره شاي شركيسيا وجنوب جمهورية أديغا وعددهم 33 ألف نسمة، وشعب الأغول يعيشون في داغستان وعددهم 18 ألف شخص، والأديغ يعيشون في جمهورية أديغيا وعددهم 123 ألف شخص، والبلقار يعيشون في قبردينو بلقاريا وعددهم 78 ألف شخص، وشعب الدارغين يعيشون في داغستان وعددهم 353 ألف نسمة، والإنغوش يعيشون في جمهورية إنغوشيا وعددهم 215 ألف نسمة، والقبردين يعيشون في قبردينو بلقاريا وعددهم 386 ألف نسمة، والقرة شاي يعيشون في قره شاي شركيسيا وعددهم 150 ألف نسمة، والكوميك يعيشون في داغستان وعددهم 277 ألف نسمة، والليزغين يعيشون في جنوب شرق داغستان وعددهم 257 ألف نسمة، والنوغاي يعيشون في داغستان وقره شاي شركيسيا وجمهورية الشيشان وعددهم 74 ألف نسمة، والشركس يعيشون في قره شاي شركسيا وعددهم 50 ألف شخص، والشيشان يعيشون في جمهورية الشيشان وعددهم نحو 900 ألف شخص، واللاك يعيشون في داغستان وعددهم 180 ألف نسمة.
كما يدين بالإسلام جزء من الأوسيتيين والمهاجرين المنحدرين من كازاخستان. يبلغ عددهم في روسيا 636 ألف نسمة، وأذربيجان 336 ألف نسمة، وأوزبكستان 127 ألف نسمة، وقرغيزستان 42 ألف نسمة، وتركمنستان 40 ألف نسمة، وطاجيكستان 38 ألف نسمة، وتتار القرم 21 ألف نسمة.

### القرم
عادت القرم إلى تبعية روسيا في مارس/آذار عام 2014، وذلك بعدما كانت تتبع جمهورية أوكرانيا السوفيتية منذ عام 1954 وبعد تفكك الاتحاد السوفيتي 1991، ظلت تابعة لأوكرانيا المستقلة. وفيما يخص الوضع الديمغرافي في شبه الجزيرة، فقد تغير جذريا منذ ضم الإمبراطورية الروسية لخانية القرم في 1783، لكن الإسلام مايزال يحتفظ بمكانته الروحية والتاريخية.
كانت الحرب العالمية الثانية (الحرب الوطنية العظمى في روسيا) أدت إلى كارثة قومية بالنسبة لتتار القرم، إذ احتلت القوات النازية شبه الجزيرة، وبعد تحريرها في عام 1944 اتهم النظام الستاليني تتار القرم بالتعاون مع سلطات الاحتلال الهتلري وبدأ بترحيلهم إلى مناطق أخرى في الاتحاد السوفيتي. وذكرت الإحصائيات الرسمية، أنه تم ترحيل نحو 200 ألف من تتار القرم من شبه الجزيرة. وبدأت موجة عودة تتار القرم إلى شبه الجزيرة في عام 1989، وقد باشروا فور عودتهم بتشكيل إدارات حكم محلي خاصة بهم في بلداتهم، وهم إلى الآن يحتفظون بتلك الإدارات حتى بعد عودة شبه الجزيرة إلى روسيا. واليوم تبلغ نسبة المسلمين بين سكان القرم قرابة 15% أو يعادل 300 ألف شخص، معظمهم من تتار القرم.

## وصلات خارجية
- «الإسلام في روسيا» في صور فوتوغرافية، روسيا اليوم، 27 ديسمبر 2008م
- المسلمون في الجمهورية الروسية، برنامج الشريعة والحياة، قناة الجزيرة، 2 فبراير 2003
- Chris Kutschera - "The Rebirth of Islam in Tatarstan"
- Russian Islam Comes Out into the Open The Moscow news
- Russia has a Muslim dilemma Ethnic Russians hostile to Muslims
- Islam in Russia
- Russian Islam goes its own way, BBC, 14 October 2005